# Bitva u Sudoměřic a Skalice
Bitva u Sudoměřic a Skalice byla válečným střetem armád Františka II. Rákócziho pod velením generála Laurince Pekriho s císařskou armádou pod vedením generála Siegberta hraběte Heistera vedené generálem polním strážmistrem Pierrem Josephem de Viardem během tzv. Rákócziho povstání a kuruckého nájezdu na východní Moravu v létě 1708. Odehrála se 28. července 1708 v okolí moravských obcemi Sudoměřice, Petrov a města Skalice na někdejší moravsko-uherské hranici a skončila taktickou porážkou a nuceným ústupem kuruců směrem z Moravy k Horních Uher. Střet předznamenal zásadní neúspěch povstaleckých sil v bitvě u Trenčína o několik dnů později.

## Pozadí
Dlouhodobá nespokojenost s habsburskou nadvládou v Uhrách vyvolala v kombinaci s probíhající válkou o španělské dědictví roku 1703 vypuknutí povstání, do jehož čela se postavil uherský šlechtic František II. Rákóczi. Povstalecká vojska byla pak schopna císařské armádě úspěšně čelit a provádět útočné a plenící výpravy i mimo území Uher, např. roku 1705 na jižní Moravu přes Rohatecký průsmyk. V roce 1707 sněm svolaný do Ónoda vyhlásil sesazení Habsburků z uherského trůnu a vyhlásil plnou maďarskou nezávislost, z velké části kvůli Francii, která tímto krokem podmiňovala zásadní pomoc. Ta však nepřišla. Rozpory ve vedení povstání rostly, většinu začali získávat konzervativní magnáti přiklánějící se k dohodě s Habsburky. K příčinám patřila také obtížná ekonomická situace, nedostatek materiálních zdrojů pro pokračování boje a také válečné neúspěchy Francie. Rakušané vycítili příležitost a zesílili tlak vysláním 45 pěších a 42 jízdních pluků do Uherska ještě v roce 1707.
V roce 1708 se Rákóczi rozhodl pro výpravu svých vojsk do Slezska. Plánoval připravit cestu pro to, aby mohl pruský král Fridrich Vilém nastoupit na uherský královský trůn. Tím by síly jeho povstání posílily i slezské protestantské stavy. Jeho armáda nejprve postupovala údolím Váhu a v blízkosti Trenčína plánovala přejít na Moravu. Začátkem května 1708 překročila moravskou hranici asi šestitisícová armáda kuruců pod velením generála Ladislava (László) Ocskaye, přezdívaného Rákócziho blesk, která vyplenila oblast Brumova, Valašských Klobouků a dobyla Vsetín na zdejší pětisethlavé císařské posádce.

## Průběh bitvy

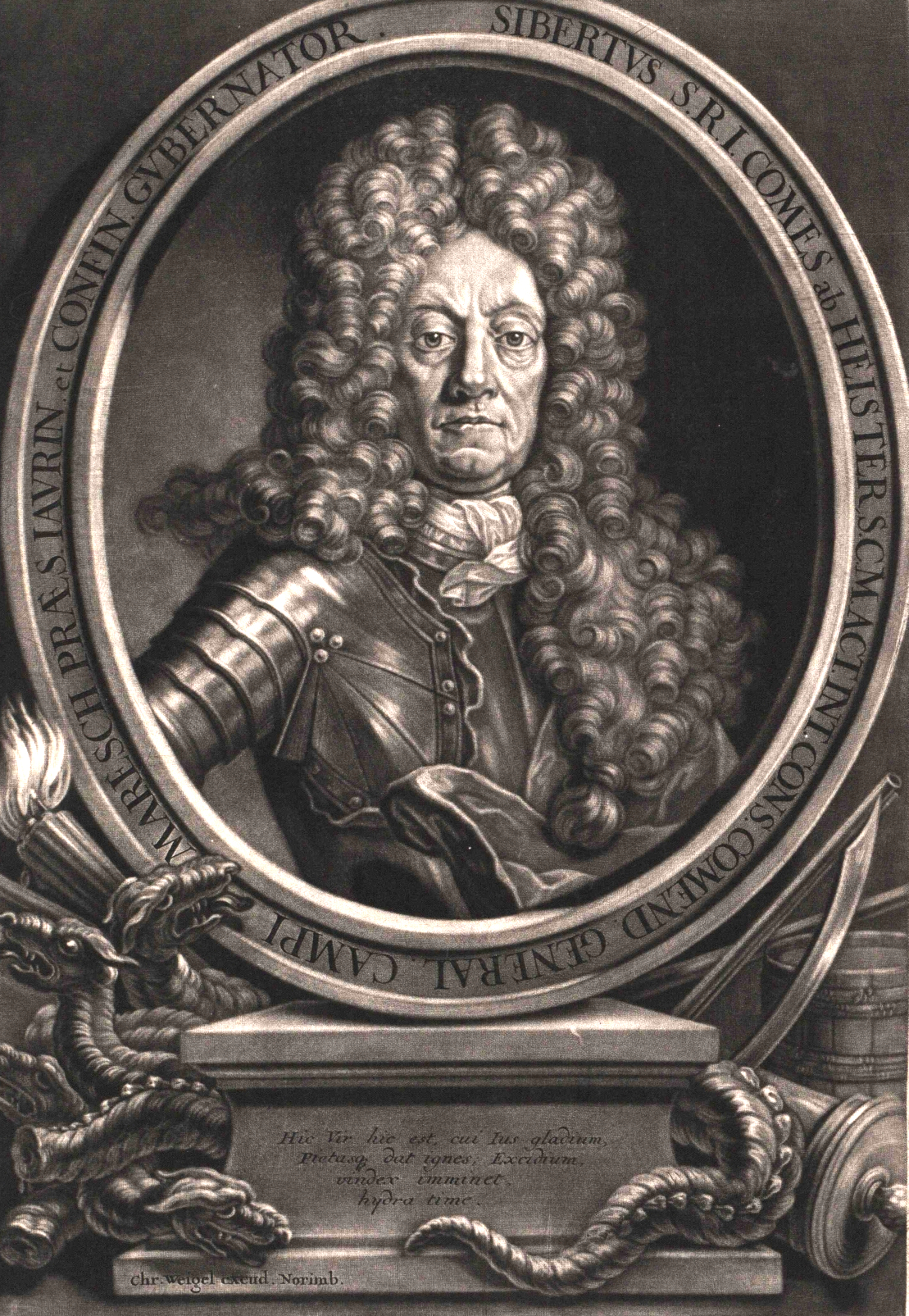
Rakouský polní maršál Sigbert hrabě Heister, vrchní velitel císařských sil v Uhrách

K další vojenské akci u moravských hranic bylo kuruci přikročeno koncem července 1708. 26. července se k hranici od Skalice přiblížilo kurucké vojsko o přibližné síle 6 až 10 000 a 4 děl pod velením generála jezdectva Laurince (Lőrinc) Pekriho, a generálů Ocskaye a Babocsaye jako velitelů bojových křídel, a zahájilo plenění okolních sídel. Proti této síle byla z Uherského Brodu vyslána jezdecká brigáda (pluky Uhlefeld, Latour, Althann, Schönborn a eskadrona srbských husarů) císařského generála polního strážmistra Pierra Josefa de Viarda, staronového vojenského velitele císařské armády v Uhrách, čítající asi 3 000 vojáků, kterou doplňovalo kolem 2 500 mužů moravské milice. V reakci na přítomnost císařských se kurucké vojsko opevnilo v místech vrchu Šance při cestě ze Sudoměřic do Petrova, do jejich blízkosti se dostala také více než pětitisícová Viardova skupina. Během 27. července pak došlo k celodennímu, avšak ne vytrvale razantnímu, útoku kuruckých sil na císařské jednotky, které byly nuceny s menšími ztrátami stáhnout za opevnění města Strážnice. Po ústupu do původních pozic kuruců u Skalice, provedl Viard zdařilý protiútok, který měl mocný dopad na povstaleckou morálku.
Ráno 28. července rozvinuly Viardovy jednotky bojovou linii mezi Strážnici a Sudoměřicemi, od Bratislavy se pak k bojišti blížilo také 5 000 kyrysníků vedených vrchním velitelem císařských sil v Uhrách polním maršálem Sigbertem hrabětem Heisterem. Kurucké vedení se obávalo obklíčení a zahájilo tedy ústup za uherskou hranici dále ke Skalici. Toho využil Viard, který nařídil zaútočit na zadní voje ustupující armády, se kterými po celý den sváděl boje poblíž Skalice. Večer se k boji připojily také Sigbertovi kyrysníci a definitivně pak vytlačily kurucké síly z oblasti směrem k řece Váh.
Kurucké vojsko utrpělo během dvoudenních bojů citelné ztráty, přičemž byl při ústupu u Skalice raněn i samotný generál Ocskay.

## Důsledky
Bezprostředně po bitvě, která zmařila další kurucký postup do moravského vnitrozemí, ustupovala kurucká Perkiho armáda podél Váhu. 3. srpna 1708 se pak kurucké síly střetly s císařskými vojsky střetly v bitvě u Trenčína. Nejintenzivnější boje probíhaly v severní části Hamrů (dnes část Trenčianské Turné), ale celé bojiště se rozkládalo mezi obcemi Soblahov, Mníchova Lehota a Trenčianska Turná, a dále i v prostorách trenčínského katastru. Armáda kuruců v boji utrpěla těžké ztráty byla nucena se vzdát svých původních plánů na další postup. Ukázalo se, že jejich vojsko má podstatně menší bojeschopnost než nepřítel. Heister se svou armádou dále pronásledoval poražené Rákócziho vojáky a obsadil slovenská hornická města. Dále získal Nitru, začal obléhat Nové Zámky. Do konce roku ztratili povstalci celé západní Slovensko. Na stranu císařských vojsk přešel i kurucký velitel László Oczkay. Rákocziho vojsko muselo zanedlouho ustoupit i z Tekova, Hontu a Zvolena. Začátkem roku 1709 i z Liptova.
V prosinci 1708 se ještě Rákoczi pokusil na sněmu v Sárospataku, který se konal bez mnoha jeho bývalých přívrženců, o poslední pokus na záchranu svého upadajícího vojska. Situaci chtěl zachránit tím, že přislíbil všem poddaným ve svém vojsku svobodu a přidělení půdy, a to v případě, že setrvají v boji až do konce. Toto usnesení však již nemělo žádný ohlas mezi prostým lidem, který se v minulosti tak ochotně k jeho silám přidával. Nyní byly kuruci nenáviděni přinejmenším stejně jako císařští labanci. Poddaní, unaveni z bojů, a otrávení z příslibů které nikdo nedokázal plnit, opouštěli řady Rákócziho vojska. Definitivně povstání skončilo roku 1711.